# 秦野市立南が丘小学校
秦野市立南が丘小学校（はだのしりつ みなみがおかしょうがっこう）は、神奈川県秦野市南が丘4丁目にある公立小学校。

## 沿革
出典：
- 1982年（昭和57年）
  - 4月1日 - 開校。児童数357人、学級数12クラス、教職員数22人でスタートした。
  - 4月15日 - 竣工式を挙行し、同日を開校記念日に制定。
  - 7月26日 - プールを落成（25mプール）。
  - 11月25日 - 校歌および校章を制定。
- 1983年（昭和58年）7月12日 - たて穴式住居を設置。
- 1985年（昭和60年）
  - 3月5日 - ふれあいの池を設置。
  - 12月14日 - 野鳥観察小屋を設置。
- 1987年（昭和62年）
  - 2月2日 - 遊び場「もぐら山」を設置。
  - 11月24日 - 花壇を設置。
- 1988年（昭和63年）7月21日 - 校舎増築工事が着工。
- 1989年（平成元年）
  - 1月19日 - 花壇とミニアスレチックを設置。
  - 3月27日 - 増築校舎を落成（鉄筋コンクリート造4階建、普通教室8）。
- 1990年（平成2年）3月5日 - 彫刻の庭を設置。
- 1991年（平成3年）11月16日 - 創立10周年記念式典を挙行。
- 1992年（平成4年）
  - 3月3日 - 額「南が丘の鳥」が完成。
  - 5月10日 - 常陸宮様ご夫妻がご来校。
- 1993年（平成5年）
  - 4月1日 - 障害児学級を開設。
  - 8月31日 - 校庭を整備。
- 1994年（平成6年）3月30日 - 障害児学級用シャワー室を設置。
- 1995年（平成7年）4月5日 - この年度の児童数が905人、学級数25クラス、教職員数42人と過去最多となる。
- 1997年（平成9年）5月31日 - たて穴式住居を再建。
- 2000年（平成12年）3月16日 - 校舎外壁を塗装。
- 2001年（平成13年）11月17日 - 創立20周年記念式典を挙行。
- 2011年（平成23年）11月19日 - 創立30周年をお祝いする会を開催。
- 2013年（平成25年）2月14日 - プールを改修。
- 2015年（平成27年）3月18日 - エアコンを各教室に設置。防災倉庫を改築。児童ホームを増設。
- 2021年（令和3年） - GIGAスクール構想により、全児童で学習用端末の活用を開始。

## 教育目標
南が丘中学校と共通である。
- 「自他の生命と人権を尊重し、ねばり強くたくましい心豊かな児童を育成する」[2]

## 通学区域
出典：
- 大秦町
- 尾尻
- 西大竹
- 南が丘1丁目 - 5丁目
- 立野台1丁目 - 3丁目
- 今川町（1番2号のみ）
- 今泉（861番 - 863番、865番、869番、871番、889番、891番、892番、2094番、2095番(1 - 3号)、2095番(5号、7号、8号)、2096番 - 2099番）
- 室町（1番、2番(5号、18号 - 34号、39号 - 45号)、3番(19号 - 23号)、4番～7番、8番(1号、2号)）
- 今泉台2丁目（5番 - 11番）

## 進学先の中学校
出典：
- 秦野市立南が丘中学校

## 周辺
- 立野緑地 - 市道をはさんで、敷地が隣接。
- 老人ホームサンシティ神奈川 - 市道をはさんで、敷地が隣接。
- 秦野市南が丘公民館 - 市道をはさんで、敷地が隣接。
- 南が丘ショッピングセンター
- 秦野南が丘郵便局
- みなみがおか東公園
- 社会福祉法人恵伸会サンキッズ南が丘保育園 - 進学前保育園のひとつ。
- 秦野市立南が丘中学校 - 主な進学先で、学区も同一。

## アクセス
- 神奈川中央交通「秦91」系統で、学校正門まで、
  - のりば1（二宮駅北口行）から、徒歩約665m・約10分。
  - のりば2（秦野駅南口行）から、徒歩約670m・約10分。
- 東名高速道路秦野中井ICから車で、約1.4km・約3分。
  - なお、学校敷地からIC敷地までは最短で480mほどだが、道路形状の関係で遠回りとなる。

## 著名な出身者
- 金子きょんちぃ - お笑い芸人（ぱーてぃーちゃんのメンバー）